# 20193 Yakushima
20193 Yakushima este un asteroid din centura principală de asteroizi.

## Descriere
20193 Yakushima este un asteroid din centura principală de asteroizi. A fost descoperit pe 18 ianuarie 1997 la Chichibu de Naoto Satō. Asteroidul prezintă o orbită caracterizată de o semiaxă mare de 2,65 ua, o excentricitate de 0,20 și o înclinație de 10,6° în raport cu ecliptica.